# Ordine equestre per il merito civile e militare
L'Ordine equestre per il merito civile e militare di San Marino è l'ordine istituito per ricordare i quindici secoli dalla fondazione di San Marino, e fu posto sotto la protezione del Santo Patrono Marino. Il Gran Magisterio appartiene al Consiglio Grande e Generale, nel cui nome ne esercitano le funzioni i Capitani Reggenti in carica in maniera pro tempore. L'ordine non può essere conferito a cittadini sammarinesi, ma è riservato agli stranieri.

## Storia
L'ordine fu fondato il 22 marzo 1860 dal Principe e sovrano consiglio di San Marino per ricompensare i benemeriti nei confronti della Repubblica di San Marino, verso il santo autore della Repubblica, verso i sovrani che hanno sempre favorito con predilezione la Repubblica stessa. L'ordine presenta cinque gradi: cavaliere, cavaliere uffiziale, cavalier uffizial maggiore (o commendatore), cavaliere grande uffiziale e cavaliere di gran croce. Non può essere conferito ai sammarinesi.
Il decreto del 27 settembre 1868 decretò che il Gran Magistero dell'Ordine Equestre di San Marino appartiene al Consiglio Principe e Sovrano (predecessore dell'odierno Consiglio Grande e Generale), ed nel nome del consiglio le funzioni ed incombenze sono esercitate pro tempore dai Capitani Reggenti pro tempore, che inoltre sono i soli ad avere diritto di fregiarsi delle grandi insegne dell'ordine nelle pubbliche funzioni durante il loro mandato. L'11 gennaio 1872 furono specificate queste grandi insegne, composte dal gran collare dell'ordine. Precedentemente, il collare era riservato al grado Cavaliere di Gran Croce.
Il 30 aprile 1964 viene istituito il Collare dell’Ordine Equestre di San Marino che si conferisce ai Capi di Stato stranieri.
La facoltà di conferire l'ordine spetta esclusivamente al Consiglio sovrano. I tre gradi superiori sono destinati a ricompensare i servigi resi alla Repubblica; mentre gli ultimi due sono destinati a ricompensare i servigi resi all'umanità, alle scienze e all'arte. La reggenza, nel presentare al Consiglio sovrano gli individui da decorare, è obbligata a presentare contemporaneamente una memoria scritta dell'individuo per poter esaminare i meriti personali che lo distinguono, l'importanza dei meriti serviti all'umanità, alle scienze e all'arte. Il diploma è sottoscritto dai reggenti, dal segretario dell'interno e dal ministro degli affari esteri.

## Classi
Con il decreto aggiuntivo del 27 settembre 1868 si stabilì che il numero dei decorati non potrà essere maggiore
- 50 Cavalieri di Gran Croce
- 100 Cavalieri Grand'Uffiziali
- 200 Cavalieri Uffiziali Maggiori (o Commendatori)
- 400 Cavalieri Uffiziali
- 2000 Cavalieri

Con il decreto del 30 aprile 1964 si aggiunse il grado di Collare che si conferisce ordinariamente ai Capi di Stato stranieri.

## Insegne
- Nastro: in seta ondeggiata, tagliato longitudinalmente da liste alternate (quattro azzurre, tre bianche) con orli bianchi.
- Cavaliere: croce d'oro smaltata di bianco, pomata d'oro nel centro dell'estremità birostrali delle aste. La croce è accantonata da quattro torri d'oro. Il disco centrale presenta l'effigie di san Marino circondata dalla scritta SAN MARINO PROTETTORE posta su un anello in pasta di vetro blu. Nell'altro lato, il disco centrale, presenta lo stemma sammarinese circondato dalla scritta MERITO CIVILE E MILITARE. La croce ha un diametro di 55 mm e si porta appesa ad un nastro largo 40 mm, alla parte sinistra del petto. La croce è cimata da una corona d'oro chiusa.
- Cavaliere Ufficiale: la croce presenta le stesse caratteristiche di quella da cavaliere, con l'eccezione che, sul nastro, è presente una rosetta.
- Cavaliere Ufficiale Maggiore: la croce presenta le stesse caratteristiche dei gradi precedenti, con la differenza che ha un diametro di 45 mm ed è appesa ad un nastro di 55 mm, da portare al collo.
- Cavaliere Grand'Ufficiale: la croce è la stessa di quella dei commendatori. In più è presente una placca-stella argentata ad otto punte sormontata dalla croce bianca, di 65 mm di diametro, caricata da un disco centrale azzurro con il motto RELINQUO VOS LIBEROS AB UTROQUE HOMINE. La croce presenta, invece delle quattro torri d'oro, una ghirlanda circolare composta da un ramo di quercia ed uno di ulivo.
- Cavaliere di Gran Croce: la croce, di 60 mm di diametro, è appesa ad un nastro a tracolla largo 100 mm. La placca presenta le stesse caratteristiche di quella da grande ufficiale, ma ha un diametro di 80 mm e presenta quattro angoli montati da raggi d'oro.[7]
- Collare dell’Ordine Equestre di San Marino: riservato ai capi di stato stranieri, il collare è costituito da medaglioni d'oro decorati in smalti colorati con l'effigie di San Marino, alternati a cartigli d'orati recanti il motto Libertas in lettere capitali azzurre. Nella parte anteriore del collare ee posta un placca d'oro recante lo stemma della Repubblica in smalti colorati, senza corona, racchiuso tra due rami di quercia e d'alloro d'oro. Dalla placca pende la decorazione dell'Ordine. Le insegne del Collare sono completate da una placca, che si porta sul lato sinistro del petto, formata da una raggiera di otto raggi d'oro (alternativamente lunghi e corti) caricata delle Croce dell'Ordine, e con quattro cartigli, nei settori che si aprono tra i quattro bracci, recanti la parola Libertas.[5][3]

Insegne dei Capitani Reggenti
Dal 1868 i Capitani Reggenti sono autorizzati ad indossare le insegne del Gran Maestro dell'ordine di San Marino, pro tempore ed in costume di alta gala. Le insegne, come delineate nel decreto del 1872, consistono nella decorazione della massima dimensione prescritta dagli Statuti, addossata da una raggiera a fasci alternati, circondata da una ghirlanda di ulivo e di quercia, come nell'arma dello Stato, e caricata al centro di uno scudo con l'effigie di San Marino, con la leggenda intorno - Relinquo vos liberos ab utroque homine - in lettere d'argento su fondo azzurro. Queste insegne penderanno dal gran collare formato dal nastro dell'ordine, largo 10 centimetri. Questo collare è completamente distinto da quello del più altro grado dell'Ordine.
| Nastri                                      |
| Cavaliere                                   |
| Cavaliere Ufficiale                         |
| Cavaliere Ufficiale Maggiore (Commendatore) |
| Cavaliere Grande Ufficiale                  |
| Cavaliere di Gran Croce                     |
| Collare                                     |